# Tsonyane
Tsonyane è un villaggio del Botswana situato nel distretto Meridionale, sottodistretto di Ngwaketse. Il villaggio, secondo il censimento del 2011, conta 588 abitanti.

## Località
Nel territorio del villaggio sono presenti le seguenti 6 località:
- Matunte di 34 abitanti,
- Moitshinyi di 30 abitanti,
- Monono H. Ranch di 1 abitante,
- Oki di 41 abitanti,
- Taka di 23 abitanti,
- Tsonyane C/P di 28 abitanti